# Beagle Airedale
Le Beagle Airedale est un avion de tourisme quadriplace britannique.

## Beagle A.109 Airedale
Au moment de la fusion entre les firmes Auster et F.G. Miles (en) on travaillait chez Auster Aircraft Ltd sur le D8, un Auster J/5 Autocar à moteur Lycoming et train tricycle. L’Airedale, qui n’était pas sans rappeler l’Auster C.6 Atlantic (en), est la suite logique de cette démarche, mais plus avancé puisque le fuselage avait une structure en tubes d’alliage léger à revêtement en fibre de verre à l’avant et entoilé à l’arrière, tandis que la voilure haute à structure métallique avait un revêtement métallique de bord d’attaque, des saumons en fibre de verre et un bord de fuite entoilé. Le prototype prit l’air le 16 avril 1961. Il fut suivi de 8 appareils de présérie, le premier exemplaire volant le 24 février 1962. 

## Beagle A.111 Airedale
Version du précédent à moteur Rolls Royce-Continental GO-300 de 175 ch. Apparu en 1963, cette nouvelle version de l’Airedale avait subi des modifications de structure pour perdre 55 kg et recevoir un moteur Continental dont Rolls-Royce envisageait la production. Le prototype prit l’air le 18 août 1961, mais l’appareil eut à souffrir de la concurrence du Cessna 172. 

## Production
43 exemplaires seulement construits (A.109 et A.111), la production cessant en août 1964.